# Ciechanki Łęczyńskie
Ciechanki Łęczyńskie – wieś w Polsce położona w województwie lubelskim, w powiecie łęczyńskim, w gminie Łęczna.
W latach 1975–1998 miejscowość administracyjnie należała do ówczesnego województwa lubelskiego.
Wieś stanowi sołectwo gminy Łęczna. Według Narodowego Spisu Powszechnego z roku 2011 wieś liczyła 105 mieszkańców.

## Historia
Ciechanki Krzesimowskie, Ciechanki Łęczyńskie, gmina Łęczna, województwo lubelskie, początkowo jedna wieś Ciechanki, notowane w roku 1409, występuje wówczas w dokumentach Maciej de Czekanky. W roku 1419 miał miejsce podział wsi pomiędzy Stanisławem i Maciejem z których pierwszy otrzymał część po Krzesimowem a drugi pod Trębaczowem.
W roku 1451 pojawia się w Ciechankach Mikołaj Bazanek cześnik chełmski, Długosz odnotowując ów fakt w Liber beneficiorum t.II s.549 od tego nazwiska podaje nazwę wsi „Czechovsky Baschanek”. W Liber Retaxationum z roku 1529 występują również „Ciechanki Bazankowe”.
Obok Ciechanek Bazankowych odnotowano w XV wieku w parafii Łęczna wieś altera Czyechanki, które w 1531 r. noszą nazwę „Ciechanki Smotyanka”. W 1805 r. wsie noszą nazwy Ciechanki Bazankowe i Ciechanki Łenczenskie. Od 1870 r. obok Łęczyńskich pojawiają się Ciechanki Krzesimowskie, najprawdopodobniej zastępując nazwę Ciechanki Bazankowe.
W 1905 r. (Spravocnaja knizka Liublinskoj guberni. po rasporazeniu Gubernskogo Naczalstwa, Lublin 1905. 369) i na mapie niemieckiej z lat 1910–1916 umieszczone są Ciechanmki Krzesimowskie mające wówczas 39 domów i 253 mieszkańców i Ciechanki Łęczyńskie – 14 domów, 110 mieszkańców, a także „Ciechanki Rososz”.

## Wspólnoty wyznaniowe
- Kościół rzymskokatolicki:
  - parafia św. Izydora i Niepokalanego Serca NMP
- Świadkowie Jehowy:
  - zbór, Sala Królestwa[10].